# Баскетбол на летних Олимпийских играх 1976 — квалификация
Квалификация по баскетболу на летних Олимпийских играх 1976 проходила с 1972 по 1976 год. На игры квалифицировались 12 мужских и 6 женских команд.
Автоматическая квалификация была предоставлена принимающей стране для обеих сборных мужской и женской. Остальные путевки были разыграны в турнирах.

## Мужчины
Квалификацию прошли три призёра из предыдущих Олимпийских игр. Остальные места в мужском турнире распределены с помощью континентальных чемпионатов, турниров проводимых ФИБА и дополнительных отборочный турниров (состоявшихся в Европе и в Гамильтон, Канада за месяц до турнира).

### Квалифицированные команды
| Турнир                                                        | Дата                         | Место проведения | Места | Команды                        |
| ------------------------------------------------------------- | ---------------------------- | ---------------- | ----- | ------------------------------ |
| Принимающая страна                                            | —                            | —                | 1     | Канада                         |
| Летние Олимпийские игры 1972                                  | 27 августа — 9 сентября 1972 | ФРГ              | 3     | Россия США Куба                |
| Панамериканские игры 1975                                     | 13 октября — 25 октября 1975 | Мексика          | 1     | Пуэрто-Рико                    |
| Чемпионат Океании по баскетболу 1975                          | 6 ноября — 9 ноября 1975     | Австралия        | 1     | Австралия                      |
| Чемпионат Азии по баскетболу 1975                             | 15 ноября — 26 ноября 1975   | Таиланд          | 1     | Китай Бойкот                   |
| Чемпионат Азии по баскетболу 1975                             | 15 ноября — 26 ноября 1975   | Таиланд          | 1     | Япония                         |
| Чемпионат Африки по баскетболу 1975                           | 20 декабря — 28 декабря 1975 | Египет           | 1     | Египет                         |
| Олимпийский квалификационный турнир Европы по баскетболу 1976 | 1976                         | Шотландия        | 1     | Италия                         |
| Олимпийский квалификационный турнир по баскетболу 1976        | 22 июня — 3 июля 1976        | Канада           | 3     | Югославия Чехословакия Мексика |
| Всего                                                         |                              |                  | 12    |                                |

### Распределение команд
|  | Квалифицировалась, как страна-хозяйка         |
|  | Прошли квалификацию                           |
|  | Прошли на олимпийский квалификационный турнир |

| Место | Летние Олимпийские игры 1972 | Азия             | Америка                         | Африка           | Кв. турнир Европа | Океания        | Кв. турнир Мир                                              |
| ----- | ---------------------------- | ---------------- | ------------------------------- | ---------------- | ----------------- | -------------- | ----------------------------------------------------------- |
| 1     | СССР                         | Китай            | США                             | Египет           | Италия            | Австралия      | Югославия                                                   |
| 2     | США                          | Япония           | Пуэрто-Рико                     | Сенегал          | Чехословакия      | Новая Зеландия | Чехословакия                                                |
| 3     | Куба                         | Республика Корея | Бразилия                        | Судан            | Испания           |                | Мексика                                                     |
| 4     | Италия                       | Индия            | Мексика                         | Заир             | Болгария          |                | Бразилия                                                    |
| 5     | Югославия                    | Филиппины        | Куба                            | Тунис            | Франция           |                | Испания                                                     |
| 6     | Пуэрто-Рико                  | Таиланд          | Канада                          | Республика Конго | Нидерланды        |                | Нидерланды                                                  |
| 7     | Бразилия                     | Сингапур         | Аргентина                       |                  | Польша            |                | Польша                                                      |
| 8     | Чехословакия                 | Малайзия         | Венесуэла                       |                  | Швеция            |                | Болгария                                                    |
| 9     | Австралия                    | Гонконг          | Багамские Острова               |                  |                   |                | Израиль Швеция Финляндия Великобритания Исландия Уайлд-кард |
| 10    | Польша                       | Индонезия        | Американские Виргинские острова |                  |                   |                | Израиль Швеция Финляндия Великобритания Исландия Уайлд-кард |
| 11    | Испания                      | Пакистан         |                                 |                  |                   |                | Израиль Швеция Финляндия Великобритания Исландия Уайлд-кард |
| 12    | ФРГ                          | Кувейт           |                                 |                  |                   |                | Израиль Швеция Финляндия Великобритания Исландия Уайлд-кард |
| 13    | Филиппины                    | Шри-Ланка        |                                 |                  |                   |                | Израиль Швеция Финляндия Великобритания Исландия Уайлд-кард |
| 14    | Япония                       |                  |                                 |                  |                   |                |                                                             |
| 15    | Сенегал                      |                  |                                 |                  |                   |                |                                                             |
| 16    | Египет                       |                  |                                 |                  |                   |                |                                                             |

## Женщины
Квалификацию прошли три призёра из предыдущих Чемпионата мира по баскетболу среди женщин 1975 года. Оставшиеся 2 места в женском турнире распределены с помощью отборочного турнира состоявшегося в Гамильтон, Канада за месяц до турнира.

### Квалифицированные команды
| Турнир                              | Дата                         | Место проведения | Места | Команды                  |
| ----------------------------------- | ---------------------------- | ---------------- | ----- | ------------------------ |
| Принимающая страна                  | —                            | —                | 1     | Канада                   |
| Чемпионат мира по баскетболу 1975   | 23 сентября — 4 октября 1975 | Колумбия         | 3     | СССР Япония Чехословакия |
| Олимпийский квалификационный турнир | 22 июня — 3 июля 1976        | Канада           | 2     | США Болгария             |
| Всего                               |                              |                  | 6     |                          |

### Распределение команд
|  | Квалифицировалась как страна-хозяйка          |
|  | Прошли квалификацию                           |
|  | Прошли на олимпийский квалификационный турнир |

| Место | Чемпионат мира   | Азия 1974        | Америка 1975             | Европа 1976  | Кв. турнир       |
| ----- | ---------------- | ---------------- | ------------------------ | ------------ | ---------------- |
| 1     | СССР             | Республика Корея | США                      | СССР         | США              |
| 2     | Япония           | Япония           | Мексика                  | Чехословакия | Болгария         |
| 3     | Чехословакия     | Тайвань          | Куба                     | Болгария     | Польша           |
| 4     | Италия           | Иран             | Бразилия                 | Франция      | Куба             |
| 5     | Республика Корея | Гонконг          | Канада                   | Югославия    | Республика Корея |
| 6     | Мексика          | Камбоджа         | Колумбия                 | Польша       | Италия           |
| 7     | Колумбия         | Южный Вьетнам    | Доминиканская Республика | Италия       | Франция          |
| 8     | США              |                  | Сальвадор                | Венгрия      | Мексика          |
| 9     | Венгрия          |                  |                          | Румыния      | Великобритания * |
| 10    | Австралия        |                  |                          | Испания      | КНДР*            |
| 11    | Канада           |                  |                          | Нидерланды   |                  |
| 12    | Бразилия         |                  |                          | Бельгия      |                  |
| 13    | Сенегал          |                  |                          | ГДР          |                  |